# یوهان دی توماسو
یوهان دی توماسو (انگلیسی: Yohan Di Tommaso؛ زادهٔ ۹ ژوئیهٔ ۱۹۸۳) بازیکن فوتبال اهل فرانسه است.
از باشگاه‌هایی که در آن بازی کرده‌است می‌توان به باشگاه فوتبال نیم المپیک و باشگاه فوتبال المپیک لیون اشاره کرد.